# Natural Language Toolkit
Natural Language Toolkit, poznatiji pod nazivom NLTK je niz biblioteka i programa za simboličko i statističko obrađivanje pomoću programskog jezika Pythona. NLTK uključuje grafičko prikazane ogledne primjerke te je popraćen opsežnom dokumentacijom i uključuje knjigu objašnjenja fundamentalnih načela iza obrađivačkih zadataka podržanih od strane ovih alata
NLTK je pretežito namijenjen učenju o računalnoj obradi prirodnog jezika ili pak za istraživanja u obradi prirodnog jezika i sličnih bliskih struka poput empirijske lingvistike, kognitivnih znanosti, umjetne inteligencije, vađenju informacija (iz dokumenata) i strojnom učenju. NLTK je prethodno uspješno korišten kao alat za poučavanje, alat za individualno učenje te kao platforma za izradu predložaka (prototipova) i istražnih sustava. 
Voditelji NLTK projekta su Steven Bird, Edward Loper i Ewan Klein.

## Također pogledajte
- Python
- jezikoslovlje
- prirodni jezik

## Vanjske poveznice
- (eng.) Službena NLTK stranica

- (eng.) Besplatna NLTK knjiga